# NGC 6511
NGC 6510 = NGC 6511 ist eine Balken-Spiralgalaxie vom Hubble-Typ SBc im Sternbild Drache am Nordsternhimmel. Sie ist schätzungsweise 200 Millionen Lichtjahre von der Milchstraße entfernt und hat einen Durchmesser von etwa 55.000 Lichtjahren.
Das Objekt wurde am 9. Oktober 1884 von Lewis A. Swift entdeckt. Swifts zweite Beobachtung vom 30. Mai 1886 führte auf Grund der leicht abweichenden Beschreibung sowie einer Fehlinterpretation von Dreyer unter NGC 6510 zu einem zweiten Eintrag im Katalog.